# Guglielmo Cappelletti
Guglielmo Cappelletti (Vicenza, 15 giugno 1907 – 4 luglio 1991) è stato un politico italiano.

## Biografia
Nacque a Vicenza il 15 giugno 1907.
Laureato in giurisprudenza, esercitò la professione di avvocato. Formatosi nelle file dell'Azione cattolica, fu deportato in un campo di prigionia tedesco e fu uno degli ultimi soldati reduci vicentini a ritornare in patria.
Fu eletto nelle file della Democrazia Cristiana nelle prime consultazioni amministrative della città di Vicenza, nella primavera del 1946, e fece parte come assessore alla Pubblica Istruzione della giunta di coalizione Faccio.
Per riorganizzare la biblioteca cittadina, nel giugno 1946 costituì una commissione di studio il cui lavoro sfociò nell'istituzione del “Consorzio per la gestione della Biblioteca Civica Bertoliana” il 21 aprile 1948.
Subito dopo fu eletto deputato per la DC all'Assemblea Costituente nelle prime elezioni generali libere del 2 giugno 1946, insieme con gli altri vicentini Mariano Rumor, Egidio Tosato e Giustino Valmarana.
Appassionato della storia e delle bellezze della sua città natale, Cappelletti, figlio di un editore libraio, sempre vissuto in mezzo ai libri, nei mesi di permanenza a Roma concepì l'idea di una collezione tutta dedicata al Palladio. Occupava
il tempo libero da impegni politici tra le bancarelle delle piazze romane ed i librai antiquari, acquistando tutto ciò che aveva relazione con Vicenza.
Una volta conclusi i lavori della Costituente, mentre i parlamentari vicentini eletti insieme a lui continuarono la loro carriera politica a livello nazionale, Cappelletti alla fine di questa esperienza non volle ripresentarsi alle elezioni del 1948, preferendo la vita politica cittadina, divenendo un promotore del processo di sviluppo che le amministrazioni del tempo intendevano imprimere alla città.
Alla sua opera di consigliere ed assessore comunale nelle giunte Zampieri si deve la costituzione della zona industriale alla periferia di Vicenza, che servì ad allontanare dalla città alcuni complessi obsoleti e ad attirare piccole e medie aziende, favorendo così la diversificazione produttiva e risolvendo vari problemi occupazionali ed urbanistici.
Si dedicò anche alla promozione culturale della sua città e si deve a lui, insieme con Renato Cevese, Rodolfo Pallucchini e altri vicentini illustri, la fondazione del Centro Internazionale di Architettura Andrea Palladio. A questa istituzione, che a lungo guidò come presidente, volle donare la parte della propria biblioteca riguardante l'architettura, perché ne costituisse il patrimonio culturale fondante.
Nel luglio 1948 Cappelletti divenne presidente della Bertoliana, alla cui guida venne rieletto
nel 1952 e nel 1978. Alla Biblioteca, dopo la sua morte, fu donato il suo archivio personale, costituito da lettere manoscritte e dattiloscritte, cartoline, spartiti e contratti.
Dopo una lunga malattia si spense a Vicenza il 4 luglio 1991.